# Fecskefarkú lappantyú
A fecskefarkú lappantyú (Uropsalis segmentata) a madarak (Aves) osztályának a lappantyúalakúak (Caprimulgiformes) rendjéhez, ezen belül a lappantyúfélék (Caprimulgidae) családjához tartozó faj.

## Rendszerezése
A fajt John Cassin amerikai ornitológus írta le 1849-ben, a Hydropsalis nembe Hydropsalis segmentatus néven. Egyes szervezetek jelenleg is ide sorolják.

## Alfajai
- Uropsalis segmentata kalinowskii (von Berlepsch & Stolzmann, 1894)
- Uropsalis segmentata segmentata (Cassin, 1849)

## Előfordulása
Dél-Amerikában, az Andokban, Bolívia, Kolumbia, Ecuador és Peru területén honos. Természetes élőhelyei a szubtrópusi vagy trópusi hegyi esőerdők és magaslati gyepek. Állandó, nem vonuló faj.

## Megjelenése
Testhossza 22 centiméter, a hím a farkával együtt 66 centiméteres.

## Életmódja
Valószínűleg rovarokkal táplálkozik.

## Természetvédelmi helyzete
Az elterjedési területe rendkívül nagy, egyedszáma pedig stabil. A Természetvédelmi Világszövetség Vörös listáján nem fenyegetett fajként szerepel.